# Limfoma difús de cèl·lules B grosses
El limfoma difús de cèl·lules B grosses (LDCBG) és un tipus de limfoma de cèl·lules B, és a dir, un càncer de cèl·lules B o limfòcits B (un tipus de limfòcits que s'encarrega de produir anticossos). És la forma més comuna de limfoma no hodgkinià entre els adults, amb una incidència anual de 7-8 casos per 100.000 persones a l'any als EUA i el Regne Unit. Aquest càncer es presenta principalment en persones grans, amb una edat mitjana de diagnòstic d'aproximadament 70 anys, encara que pot ocórrer en adults joves i, en casos rars, nens. L'LDCBG pot sorgir en pràcticament qualsevol part del cos i, depenent de diversos factors, sovint és una neoplàsia maligna molt agressiva. El primer signe d'aquesta malaltia és normalment l'observació d'un tumor o infiltració de teixits de creixement ràpid que de vegades s'associa amb símptomes B sistèmics (p. ex. febre, pèrdua de pes i suors nocturnes).
Les causes d'aquest limfoma no s'entenen bé. Normalment, l'LDCBG sorgeix de limfòcits B normals, però també pot representar una transformació maligna d'altres tipus de limfoma (especialment limfomes de la zona marginal) o, en casos rars anomenats transformació de Richter, leucèmia limfocítica crònica. Una immunodeficiència subjacent és un factor de risc important per al desenvolupament de la malaltia. També hi ha infeccions pel virus d'Epstein-Barr (VEB), l'herpesvirus associat al sarcoma de Kaposi, el virus de la immunodeficiència humana (és a dir, el VIH) i el bacteri Helicobacter pylori associat amb el desenvolupament de determinats subtipus de limfoma difús de cèl·lules B grans. Tanmateix, la majoria dels casos d'aquesta malaltia s'associen amb l'adquisició gradual inexplicable d'un nombre creixent de mutacions gèniques i canvis en l'expressió gènica que es produeixen i promouen progressivament el comportament maligne de certs tipus de limfòcits B.
El diagnòstic d'LDCBG es fa eliminant una part del tumor mitjançant una biòpsia i després examinant aquest teixit amb un microscopi. Normalment, un hematopatòleg fa aquest diagnòstic. S'han identificat nombrosos subtipus d'LDCBG que difereixen en les seves presentacions clíniques, els resultats de la biòpsia, les característiques agressives, els pronòstics i els tractaments recomanats. Tanmateix, el tractament habitual per a la majoria dels subtipus d'LDCBG és la quimioteràpia combinada amb un fàrmac d'anticossos monoclonals que s'adreça a les cèl·lules B canceroses de la malaltia, normalment el rituximab. Mitjançant aquests tractaments, més de la meitat de tots els pacients amb LDCBG es poden curar; la taxa de curació global dels adults majors és inferior, però la seva taxa de supervivència a cinc anys ha estat al voltant del 58%.